# Paraleuctra orientalis
Paraleuctra orientalis is een steenvlieg uit de familie naaldsteenvliegen (Leuctridae). De wetenschappelijke naam van de soort is voor het eerst geldig gepubliceerd in 1928 door Chu.